# Ранне, Лулу
Лулу Ранне (фин. Lulu Ranne; род. 12 июля 1971, Кристийнанкаупунки, Вааса) — финский политический и государственный деятель. Член партии «Истинные финны». Министр транспорта и связи Финляндии с 20 июня 2023 года. Депутат эдускунты с 2019 года. Депутат городского совета Хямеэнлинна.

## Биография
Родилась в Кристийнанкаупунки в 1971 году. Её отец — врач.
С 6 до 18 лет жила в поселении Хапаранда на севере Швеции у границы с Финляндией, где училась в школе. В школе столкнулась с дискриминацией по национальному признаку со стороны учителей. Владеет шведским языком.
В 1998 году получила диплом инженера-строителя в технологическом институте в Тампере (TTKK).
После окончания школы переехала в Оулу, где работала помощницей по дому, ассистентом в больнице, официантом и дорожным рабочим. С 1998 года работала в Центре окружающей среды Хяме, в Центре экономического развития, транспорта и окружающей среды (ELY-центре) Хяме в 2016 году, в ELY-центре Пирканмаа в 2017—2019 годах.
По результатам муниципальных выборов 2008 года избрана депутатом городского совета Хямеэнлинна, с 2013 года является членом городского управления Хямеэнлинны,  с 2017 года — депутатом регионального союза Хяме, также является членом наблюдательного совета государственной компании Finnvera. Изначально была членом партии «Национальная коалиция», в 2012 году вступила в партию «Истинные финны».
Баллотировалась на парламентских выборах 2011 года от «Национальной коалиции», на выборах 2015 года — от «Истинных финнов».
По результатам парламентских выборов 2019 года в округе Хяме избрана депутатом эдускунты, набрав 7812 голосов. Являлась членом Большого комитета (Suuri valiokunta), который занимается выработкой национальной политики, связанной с членством в Европейском союзе, заместителем председателя финской делегации в Северном совете, Комитета местного самоуправления и социального обеспечения (Kunta- ja hyvinvointijaosto), Комитета образования и науки. 4 февраля 2021 года стала вторым заместителем председателя парламентской фракции «Истинных финнов». Переизбрана на выборах 2023 года 10 665 голосами. После выборов 2023 года избрана председателем парламентской фракции «Истинных финнов».
После вторжения России на Украину требовала от правительства Санны Марин приостановить выдачу виз россиянам.
20 июня 2023 года назначена министром транспорта и связи Финляндии в правительстве под руководством премьер-министра Петтери Орпо.

## Личная жизнь
Живёт в Хямеэнлинна. Замужем, мать четверых детей.